# Le redini del cuore - Riding High
Le redini del cuore – Riding High (Riding High) è una serie televisiva neozelandese composta da 65 episodi.

## Edizione italiana
La serie televisiva è stata acquistata da Alessandra Valeri Manera che l'ha trasmessa nel 1998 su Italia 1 nella fascia ragazzi, equiparandola così a Love Me Licia (e seguiti), Arriva Cristina (e seguiti) e a Power Rangers. Il doppiaggio è stato effettuato a Milano presso lo Studio P.V. sotto la direzione di Ivo De Palma.
La sigla italiana è stata composta e arrangiata da Franco Fasano su testo scritto da Alessandra Valeri Manera ed è cantata da Cristina D'Avena.

## Personaggi e interpreti
- Paul Frazer, interpretato da Geoff Lodan, doppiato da Enrico Bertorelli.
- Alice Thorburn, interpretata da June Bishop.
- Vanessa Wilde, interpretata da Rebecca Jane Clark, doppiata da Maura Marenghi e Giulia Franzoso.
- Steven Brighton, interpretato da Kieren Hutchison.
- Ingrid Wilde, interpretata da Kerry Gallagher, doppiata da Monica Bonetto.
- Bianca Frazer, interpretata da Natalie Dennis, doppiata da Lara Parmiani.
- Elaine Wiggin, interpretata da Lydia Eyley.
- Helen Thorburn, interpretata da Jean Hyland, doppiata da Annamaria Mantovani.
- Wendy Thorburn, interpretata da Marama Jackson, doppiata da Patrizia Salmoiraghi.
- Charles Thorburn, interpretato da Paul Gittins.
- Cathy, interpretata da Madeleine Lynch, doppiata da Stella Bevilacqua.
- Marianne, interpretata da Clare Robbie.
- Flavio Scalini, interpretato da Chris Widdup, doppiato da Felice Invernici.
- James Westwood, interpretato da Karl Urban.
- Mark Benson (episodi 1-34), interpretato da Joe Conway, doppiato da Ivo De Palma.
- Michael McKenzie (episodi 35-65), interpretato da Peter Muller.